# (36770) 2000 RU94
2000 RU94 (asteroide 36770) é um asteroide da cintura principal. Possui uma excentricidade de 0.18582360 e uma inclinação de 2.14737º.
Este asteroide foi descoberto no dia 4 de setembro de 2000 por LONEOS em Anderson Mesa.